# 대한민국의 민주평화통일자문회의 수석부의장

민주평화통일자문회의 로고

민주평화통일자문회의 수석부의장(民主平和統一諮問會議 首席副議長)은 민주평화통일자문회의 의장을 보조하고 의장이 부득이한 사유로 그 직무를 수행할 수 없는 때에는 그 직무를 대행한다.
민주평화통일자문회의 의장인 대통령은 2년 임기의(민주평화통일자문회의법 제7조) 부의장을 25명 내외로 지명하는데, 부의장 중 1명을 수석부의장으로 지명한다(민주평화통일자문회의법 제6조).
행정안전부 정부의전편람의 정부행사시 좌석배치 기준에서는 국경일 행사 시 민주평화통일자문회의 수석부의장이 행정부 장관 옆에 위치하고 있는데, 이를 통해 장관급 대우를 받는 직위임을 알 수 있다.

## 역대 수석부의장

### 평화통일정책자문회의 수석부의장
| 정부      | 대수 | 이름           | 임기                           | 비고                                                                                        |
| --------- | ---- | -------------- | ------------------------------ | ------------------------------------------------------------------------------------------- |
| 제5공화국 | 초대 | 김정렬(金貞烈) | 1981년 5월 7일~1985년 6월 2일  | 공군참모총장&국방부 장관&국무총리&제7대 국회의원&민주공화당 의장&주 미국 대사&삼성물산 사장 |
| 제5공화국 | 2대  | 주영복(周永福) | 1985년 6월 3일~1988년 2월 24일 | 공군참모차장&공군참모총장&국방부 장관&내무부 장관                                           |

### 민주평화통일자문회의 수석부의장
| 정부        | 대수 | 이름           | 임기                              | 비고 |
| ----------- | ---- | -------------- | --------------------------------- | --- |
| 제5공화국   | 2대  | 주영복(周永福) | 1988년 2월 25일~1989년 1월 8일    | 공군참모차장&공군참모총장&국방부 장관&내무부 장관 |
| 노태우 정부 | 3대  | 민관식(閔寬植) | 1989년 1월 9일~1991년 7월 10일    | 문교부 장관&제3·4·5·6·10대 국회의원&국회부의장&남북조절위원회 공동위원장&대한체육회장&대한약사회장                                                                                            |
| 노태우 정부 | 4대  | 홍성철(洪性澈) | 1991년 7월 11일~1993년 6월 28일   | 대통령비서실 정무수석비서관&대통령비서실장&국토통일원 장관&내무부 장관&민족통일중앙협의회 의장                                                                                                |
| 김영삼 정부 | 5대  | 이홍구(李洪九) | 1993년 6월 29일~1994년 5월 3일    | 통일부총리&국무총리&제15대 국회의원&한나라당 대표&주 영국 대사&주 미국 대사 |
| 김영삼 정부 | 6대  | 김명윤(金命潤) | 1994년 5월 4일~1996년 3월 31일    | 제5·9·15대 국회의원&대한무역진흥공사 이사장 |
| 김영삼 정부 | 7대  | 오자복(吳滋福) | 1996년 4월 1일~1998년 3월 19일    | 육군참모차장&합동참모의장&국방부 장관 |
| 김대중 정부 | 8대  | 이수성(李壽成) | 1998년 3월 20일~2000년 2월 24일   | 서울대 총장&노사관계개혁추진위원회 위원장&국무총리&새마을운동중앙회장&삼성언론재단 이사장 |
| 김대중 정부 | 9대  | 김민하(金玟河) | 2000년 2월 25일~2003년 5월 26일   | 중앙대 총장&한국대학교육협의회장 |
| 노무현 정부 | 10대 | 신상우(辛相佑) | 2003년 5월 27일~2004년 2월 6일    | 해양수산부 장관&제8·9·10·11·13·14·15대 국회의원&국회 국방위원회 위원장&국회부의장&한국야구위원회 총재                                                                                         |
| 노무현 정부 | 11대 | 이재정(李在禎) | 2004년 10월 28일~2006년 12월 11일 | 통일부 장관&제16대 국회의원 |
| 노무현 정부 | 12대 | 김상근(金祥根) | 2006년 12월 15일~2008년 5월 16일  | 6.15공동선언실천 남측위원회 상임대표&한국투명성기구 회장 |
| 이명박 정부 | 13대 | 이기택(李基澤) | 2008년 9월 1일~2011년 6월 30일    | 제7·8·9·10·12·13대 국회의원&신민당 사무총장&민주당 총재 |
| 이명박 정부 | 14대 | 김현욱(金顯煜) | 2011년 7월 1일~2013년 5월 2일     | 제11·12·13·15대 국회의원&국회 교육위원회 위원장 |
| 박근혜 정부 | 15대 | 현경대(玄敬大) | 2013년 5월 3일~2016년 1월 5일     | 민주평화통일자문회의 사무총장&제11·12·14·15·16대 국회의원&평화문제연구소 이사장 |
| 박근혜 정부 | 16대 | 유호열(劉好悅) | 2016년 1월 6일~2017년 6월 24일    | 한국국방연구원 이사&통일준비위원회 정치법제도분과위원회 위원장 |
| 문재인 정부 | 17대 | 김덕룡(金德龍) | 2017년 6월 25일~2019년 8월 9일    | 겨레의 숲 공동대표&제1회 서울국제사회복지영화제 조직위원장&민족화해협력범국민협의회 대표상임의장& 대통령실 국민통합특별보좌관&한나라당 중앙선거대책위원회 위원장&국회 통일외교통상위원회 위원 |
| 문재인 정부 | 18대 | 정세현(丁世鉉) | 2019년 8월 9일~2021년 8월 31일    | 통일부 장관, 차관 & 원광대학교 총장 & 대통령비서실 통일비서관 |
| 문재인 정부 | 19대 | 이석현(李錫玄) | 2021년 9월 1일~2022년 8월 18일    | 제14·15·17·18·19·20대 국회의원(경기 안양시 동안구 갑) & 제19대 후반기 국회부의장 |
| 윤석열 정부 | 20대 | 김관용(金寬容) | 2022년 10월 11일~                 | 제29·30·31대 경상북도지사 |

## 같이 보기
- 민주평화통일자문회의
- 민주평화통일자문회의 의장
- 민주평화통일자문회의 사무처장